# Franco Pucci
Franco Nicolás Pucci (Ciudad Jardín Lomas del Palomar, Argentina; 15 de abril de 2002) más conocido como Franco Pucci es un actor argentino, conocido por interpretar a Mariano "Nano" Giménez, el hijo adoptivo del personaje de Juan Darthés en la telenovela argentina Dulce amor (2012-2013) emitida por Telefe.

## Carrera profesional
Pucci nació el 15 de abril de 2002 y fue criado en Ciudad Jardín Lomas del Palomar. Llegó a los sets de filmación gracias a distintos comerciales realizados para Argentina y el exterior, siendo la cara de marcas para países como Estados Unidos y a Chile. Su agencia lo presentó para la tira Dulce amor, y después de varios procesos de selección fue elegido para interpretar el papel de Nano. Previamente, Pucci ya tenía experiencia actoral, ya que en 2010 interpretó al hijo de Manuel Belgrano en la película Belgrano, donde compartió escenas con Pablo Rago. Actualmente se encuentra estudiando en la Universidad de Morón.

## Filmografía

### Cine
| Año  | Película          | Personaje              | Director          |
| ---- | ----------------- | ---------------------- | ----------------- |
| 2010 | Belgrano          | Pedro Rosas y Belgrano | Sebastián Pivotto |
| 2011 | Amigos especiales | Cantante (niño)        | Gabriel Greco     |
| 2014 | Betibú            | Román                  | Miguel Cohan      |
| 2016 | El hilo rojo      | Tomás                  | Daniela Goggi     |
| 2018 | Amor urgente      | Chico en bicicleta     | Diego Lublinsky   |
| 2019 | Pájaros rojos     | Pablo                  | Carlos Martínez   |

### Televisión
| Año       | Título                               | Personaje                                    | Canal          |
| --------- | ------------------------------------ | -------------------------------------------- | -------------- |
| 2012-2013 | Dulce amor                           | Mariano "Nano" Giménez                       | Telefe         |
| 2014      | Somos familia                        | Pablo "Junior" Navarro                       | Telefe         |
| 2015      | Signos                               | Antonio Cruz (niño)                          | El Trece / TNT |
| 2015      | El mal menor                         | Lucas Terrero                                | TV Pública     |
| 2015      | Milagros en campaña                  | Andrés Quiroga (niño)                        | El Nueve       |
| 2017      | Golpe al corazón                     | Joaquín                                      | Telefe         |
| 2021      | Abejas, el arte del engaño           | Agresor                                      | Flow           |
| 2023      | Argentina, tierra de amor y venganza | Fernando Vilches/ Fernando Hilowitz Patolski | eltrece        |

## Teatro
| Año       | Título  | Personaje | Director         | Teatro                   |
| --------- | ------- | --------- | ---------------- | ------------------------ |
| 2018-2019 | Persona |           | Emiliano Dionisi | Centro Cultural Recoleta |